# James Michael Lavigne
James Michael Lavigne (ur. 16 lipca 1963) – kanadyjski kulturysta.
Absolwent Concordia University's School of Community & Public Affairs, pochodzący z Montrealu. Jeden z nielicznych otwarcie homoseksualnych przedstawicieli sportu kulturystycznego.

## Osiągi (wybór)
- Gay Games Bodybuilding, Amsterdam, 1998 − Złoty Medal w kategorii wagowej półśredniej
- The North American Gay and Lesbian Bodybuilding Championships, Dallas, 1992 − 2x Złoty Medal
- The International Gay and Lesbian Bodybuilding Championships, San Francisco, 1991 − 2x Złoty Medal
- Gay Games Bodybuilding, Vancouver, 1990 − Srebrny Medal